# لیلیوس گرگوریو ژیرالدی
لیلیوس گرگوریو ژیرالدی (انگلیسی: Giglio Gregorio Giraldi; ۱۳ ژوئن ۱۴۷۹ – ۰ فوریهٔ ۱۵۵۲) شاعر، و نویسنده بود. در حدود سال ۱۵۱۴ به رم رفت و در آنجا تحت نظر کلمنت هفتم او منصب پرونوتاری رسولی را برعهده داشت. اما پس از غارت آن شهر (۱۵۲۷)، که تقریباً مصادف با مرگ حامی او کاردینال رانگون بود، تمام دارایی خود را از دست داد، یک بار دیگر در فقر به میراندولا بازگشت، و از آنجا دوباره تحت تأثیر مشکلات ناشی از ترور شاهزاده سلطنتی در سال ۱۵۳۳ قرار گرفت.